# Walter Badorek
Walter Badorek (* 12. Februar 1906 in Gelsenkirchen; † 27. August 1971) war ein deutscher Fußballspieler.
Der Abwehrspieler war bis 1928 bei Union Gelsenkirchen aktiv, ehe er zum FC Schalke 04 wechselte. 1930 gehörte er zu den 14 Spielern, die vom Westdeutschen Spielverband für den Meisterschaftsbetrieb gesperrt wurden, weil sie vom Verein höhere Geldbeträge erhielten als nach den Amateurbestimmungen erlaubt. Nach neun Monaten wurde er wie die anderen 13 Aktiven begnadigt. Bis 1937 spielte Badorek noch für die Schalker, für die er in neun Meisterschafts- und drei Gauligaspielen zum Einsatz kam. In dieser Zeit wurden die Gelsenkirchener dreimal Deutscher Meister und einmal Pokalsieger. Später ließ er seine Laufbahn bei seinem Heimatverein Union ausklingen.